# Dylan O'Brien
Dylan O'Brien (Nueva York; 26 de agosto de 1991) es un actor y actor de voz estadounidense. Aunque de pequeño siempre fue aficionado al comentarismo de deportes, O'Brien decidió seguir una carrera como actor inspirado por su padre y comenzó a subir cortometrajes y vídeos caseros a su canal de YouTube, hasta que fue descubierto por uno de los productores de la serie Teen Wolf, en la que desarrolló el papel de Stiles Stilinski. Su permanencia en la serie se extendió por seis años y su actuación fue elogiada por la crítica, además de haber sido receptor de cuatro Teen Choice Awards. También apareció en películas como The First Time (2012) y The Internship (2013).
Luego del éxito con Teen Wolf, O'Brien se enfocó en el cine y protagonizó la película The Maze Runner (2014) con el papel de Thomas, que se convirtió en un éxito en taquilla y dio lugar a las secuelas Maze Runner: The Scorch Trials (2015) y Maze Runner: The Death Cure (2018), también exitosas. Su trabajo en dicha trilogía lo hizo acreedor de varios premios, entre estos tres MTV Movie Awards y dos Teen Choice Awards. Además de ello, protagonizó otras películas como Deepwater Horizon (2016), American Assassin (2017) y Love and Monsters (2020), e hizo la voz del personaje homónimo en Bumblebee (2018).

## Biografía y carrera como actor

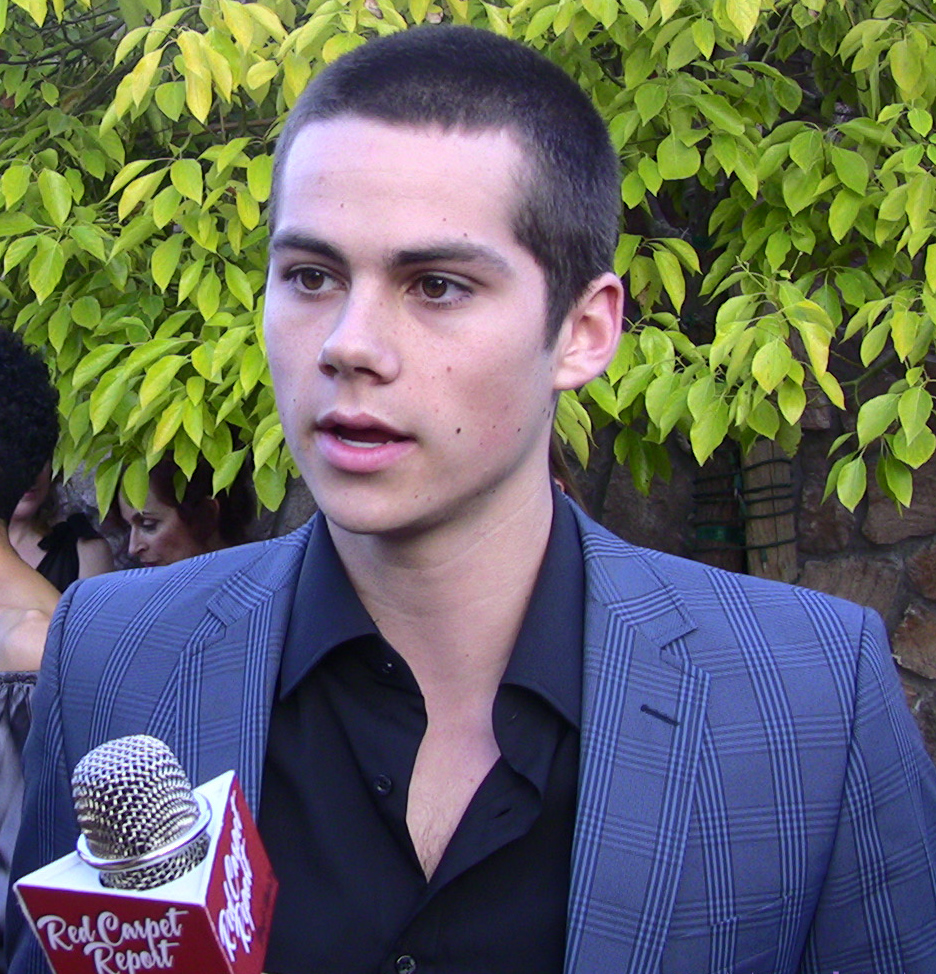
Dylan O'Brien en los Saturn Awards de 2011

### 1991-2011: primeros años e inicios como actor
Dylan O'Brien nació el 26 de agosto de 1991 en la ciudad de Nueva York (Estados Unidos), hijo de Patrick O'Brien, un cineasta, y Lisa Rhodes, una actriz. Tiene una hermana mayor llamada Julia O'Brien. Posee ascendencia irlandesa por su padre e italiana, británica y española por su madre. Cuando era más joven, su familia se mudó a Nueva Jersey, donde O'Brien creció en el Municipio de Springfield hasta los 12 años; más tarde, su familia decidió mudarse nuevamente, esta vez a Hermosa Beach, en el estado de California. En el 2009 se graduó en la Mira Costa High School y planeó estudiar en la Universidad de Siracusa ese mismo año para obtener un título como comentarista de deportes. También planeó estudiar cinematografía como su padre, pero dejó la universidad para mudarse a Los Ángeles en busca de oportunidades para su carrera actoral.
Durante su tiempo en Los Ángeles, realizaba cortometrajes y vídeos caseros, los cuales eran publicados por él en su cuenta de YouTube; en uno de estos particularmente, O'Brien aparecía cantando el tema «Wannabe» de las Spice Girls. Dicho vídeo se volvió viral en la red y permitió al actor ser descubierto por uno de los productores de MTV, quien le ofreció el papel de Scott McCall para la serie de televisión Teen Wolf, aunque finalmente terminaría desarrollando el papel de Stiles Stilinski, por el cual había mostrado mayor interés. Ese mismo año, protagonizó el cortometraje Charlie Brown: Blockhead's Revenge bajo el rol protagónico de Charlie Brown.

### 2012-2019:Teen WolfyThe Maze Runner
Durante el primer descanso de temporada de Teen Wolf, O'Brien participó en la película High Road (2012) como Jimmy y, más tarde, protagonizó el filme independiente The First Time, con el rol de Dave Hodgman; en el rodaje, conoció a la actriz estadounidense Britt Robertson, con quien más tarde tendría una relación. En 2013, apareció en otras series de televisión como First Dates with Toby Harris y New Girl, así como en la película The Internship. Fue considerado junto con otros actores como Ezra Miller y Chace Crawford para interpretar a Jonathan Morgenstern en la película Cazadores de sombras: Ciudad de cenizas, pero el proyecto nunca se concretó. Posteriormente, protagonizó la película The Maze Runner (2014), adaptación cinematográfica de la novela homónima escrita por James Dashner, en donde interpretó a Thomas, un joven que un día despierta en un laberinto y no recuerda nada. La película rápidamente se convirtió en un éxito en taquilla al recaudar más de 340 millones dólares. Su actuación lo hizo acreedor del premio al actor revelación en los Young Hollywood Awards. También fue reconocido con un premio especial en el Festival de Cine de Giffoni y con tres MTV Movie Awards.

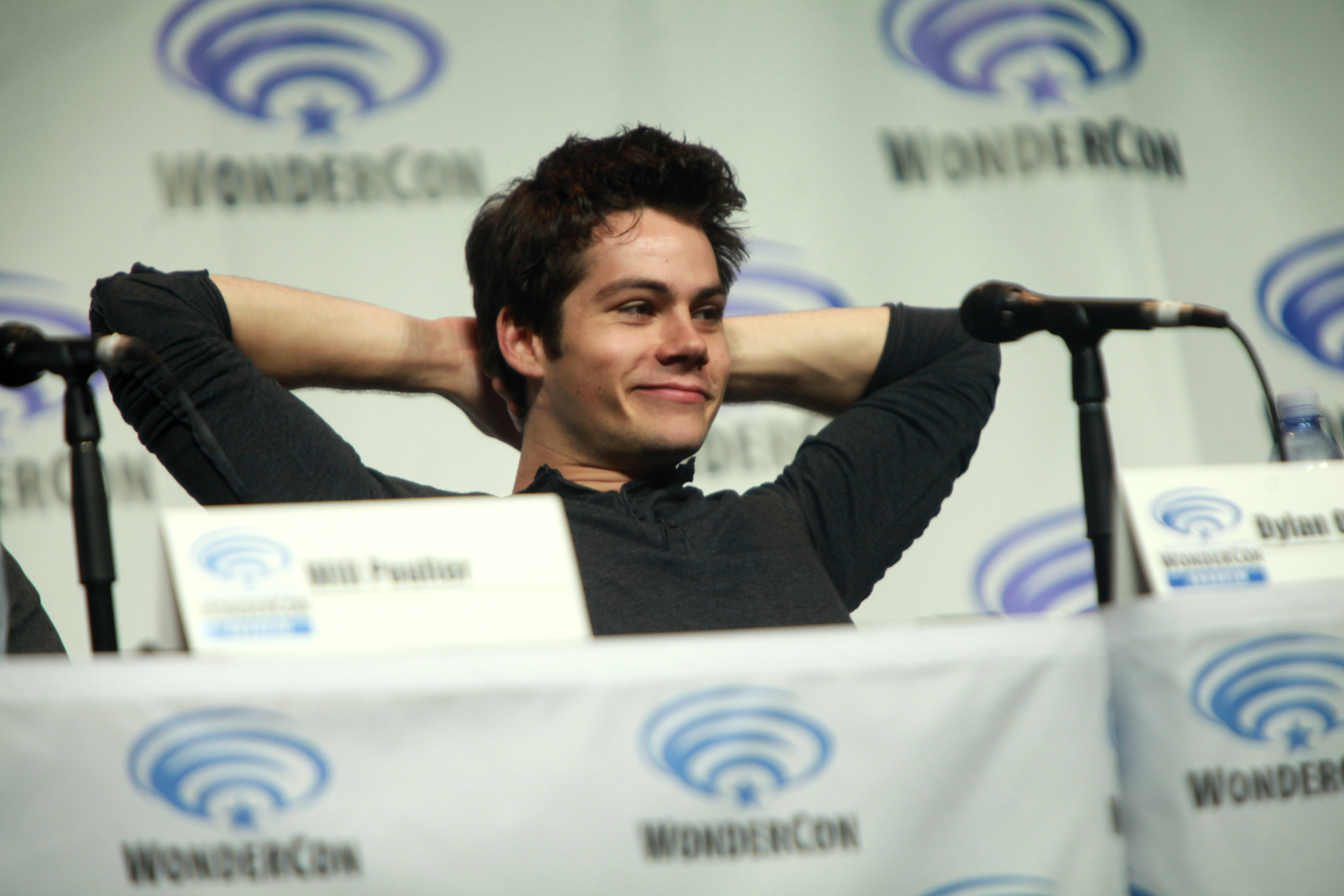
O'Brien en la WonderCon de 2014.

Durante la tercera temporada de Teen Wolf, O'Brien ofreció una doble actuación como Stiles y un Nogitsune, y recibió elogios por parte de la crítica. Varios medios lo consideraron como un fuerte candidato para ser nominado a los Premios Emmy, pero finalmente no recibió ninguna nominación, lo cual generó cierta polémica entre el público. Algunos expertos afirmaron que al ser una serie de MTV, Teen Wolf difícilmente podría ser considerada para dichos premios. No obstante, se alzó con el galardón al mejor villano en los Teen Choice Awards. Luego de ello, O'Brien repitió su papel como Thomas en Maze Runner: The Scorch Trials (2015). Aunque no repitió el éxito de su antecesora, la cinta también consiguió recaudar más de 300 millones de dólares. Con dicha actuación, ganó dos premios en los Teen Choice Awards. O'Brien fue uno de los actores considerados para interpretar a Spider-Man en un reboot anunciado por Sony Pictures, el cual más tarde fue descartado. También fue uno de los actores considerados para interpretar a Simon Lewis en la serie Shadowhunters.
O'Brien apareció en Deepwater Horizon (2016), filme basado en el accidente que sufrió la plataforma petrolífera homónima, donde interpretó el papel de Caleb Holloway, el superviviente más joven. La cinta recibió la aclamación de la crítica, aunque fue un fracaso en la taquilla. Dicha actuación lo hizo acreedor de un premio en los Teen Choice Awards. Más tarde, protagonizó American Assassin (2017) junto con Michael Keaton. Aunque la prensa en general elogió su actuación, la respuesta crítica de la película fue mayormente desfavorable, además de haber sido un fracaso en taquilla. O'Brien interpretó a Thomas por última vez en Maze Runner: The Death Cure (2018), tercera entrega de la trilogía. La película inicialmente tenía un lanzamiento previsto para 2017, pero debió ser retrasado luego de que el actor sufriera un accidente durante las grabaciones en marzo de 2016. Aunque tuvo críticas mayormente negativas, la cinta logró recaudar 288 millones de dólares. Ese mismo año también hizo la voz de Bumblebee en la película Bumblebee (2018), la cual se convirtió en un éxito en crítica, que la consideraron la mejor película basada en los Transformers, además de haber sido un éxito en taquilla con una recaudación de 467 millones de dólares. En 2019 protagonizó un episodio de la serie Weird City y obtuvo buenas críticas.

### 2020-actualidad: proyectos futuros
O'Brien protagonizó el primer episodio de la serie Amazing Stories. Asimismo, protagonizó la película Love and Monsters (2020) con el papel de Joel Dawson, un sobreviviente de un apocalipsis de monstruos que emprende un viaje para reencontrarse con su novia. La película recibió elogios de la crítica, especialmente por la actuación de O'Brien. También apareció como el protagonista masculino del cortometraje All Too Well: The Short Film (2021), bajo la dirección de Taylor Swift.
En 2022 participó en el thriller El sastre de la mafia, como Richie Boyle, el hijo de un mafioso que es asesinado, además de en la comedia Not Okay, donde interpreta a Colin, un famoso influencer. En 2024 protagonizó Ponyboi, película basada en el cortometraje de 2019 del mismo nombre.

## Vida personal y filantropía
O'Brien mantuvo una relación con la actriz Britt Robertson desde 2011 hasta 2018. Por otra parte, ha apoyado a varias asociaciones benéficas. Junto al elenco de Teen Wolf, se unió a la campaña NOH8 en protesta de la proposición 8 de California, que prohíbe el matrimonio entre personas del mismo sexo en dicho estado. Igualmente, se unió junto con su mejor amigo Tyler Posey al #MTVSpiritDay, proyecto caritativo contra el bullying, especialmente hacia personas homosexuales. En diciembre de 2014, Dylan se unió junto a su compañera de reparto de The Maze Runner, Kaya Scodelario, a The Thirst Project, que busca facilitar a las personas en África el acceso al agua potable.

## Filmografía
| Año  | Título                             | Papel                   | Notas        |
| ---- | ---------------------------------- | ----------------------- | ------------ |
| 2011 | Charlie Brown: Blockhead's Revenge | Charlie Brown           | Cortometraje |
| 2012 | High Road                          | Jimmy                   |              |
| 2012 | The First Time                     | Dave Hodgman            |              |
| 2013 | The Internship                     | Stuart Twombly          |              |
| 2014 | The Maze Runner                    | Thomas                  |              |
| 2015 | Maze Runner: The Scorch Trials     | Thomas                  |              |
| 2016 | Deepwater Horizon                  | Caleb Holloway          |              |
| 2017 | American Assassin                  | Mitch Rapp              |              |
| 2018 | Maze Runner: The Death Cure        | Thomas                  |              |
| 2018 | Bumblebee                          | Bumblebee               | Voz          |
| 2020 | Flashback                          | Fredrick «Fred» Fitzell |              |
| 2020 | Love and Monsters                  | Joel Dawson             |              |
| 2021 | Infinite                           | Heinrich Treadway       |              |
| 2021 | All Too Well: The Short Film       | Él                      | Cortometraje |
| 2022 | The Outfit                         | Richie Boyle            |              |
| 2022 | Not Okay                           | Colin                   |              |
| 2023 | Maximun Truth                      | Simon                   |              |
| 2024 | Ponyboi                            | Vinnie                  |              |
| 2024 | Saturday Night                     | Daniel «Dan» Aykroyd    |              |
| 2024 | Caddo Lake                         | Paris Lang              |              |

| Año       | Título                       | Papel                                     | Notas                    |
| --------- | ---------------------------- | ----------------------------------------- | ------------------------ |
| 2011–2017 | Teen Wolf                    | Mieczyslaw «Stiles» Stilinski / Nogitsune | Elenco principal         |
| 2013      | First Dates with Toby Harris | Peter                                     | Episodio: «Roommates»    |
| 2013      | New Girl                     | The Guy                                   | Episodio: «Virgins»      |
| 2019      | Weird City                   | Stu Maxsome                               | Episodio: «The One»      |
| 2020      | Amazing Stories              | Sam Taylor                                | Episodio: «The Cellar»   |
| 2021      | Curb Your Enthusiasm         | Él mismo                                  | Episodio: «Angel Muffin» |
| 2024      | Fantasmas                    | Dustin                                    | 2 episodios              |

## Premios y nominaciones
| Año  | Premiación             | Nominado por                   | Categoría                                              | Resultado | Ref.                        |
| ---- | ---------------------- | ------------------------------ | ------------------------------------------------------ | --------- | --------------------------- |
| 2013 | Young Hollywood Awards | Teen Wolf                      | Mejor reparto (con el elenco de Teen Wolf)             | Ganador   | [ 50 ]                      |
| 2014 | Giffoni Film Festival  | Teen Wolf                      | Reconocimiento especial                                | Ganador   | [ 10 ]                      |
| 2014 | Premios Shorty         | Teen Wolf                      | Mejor actor                                            | Nominado  | [ 51 ]                      |
| 2014 | Teen Choice Awards     | Teen Wolf                      | Mejor villano                                          | Ganador   | [ 16 ]                      |
| 2014 | Young Hollywood Awards | The Maze Runner                | Actor revelación                                       | Ganador   | [ 9 ]                       |
| 2014 | NewNowNext Awards      | The Maze Runner                | Actor revelación                                       | Nominado  | [ 52 ]                      |
| 2015 | Melty Future Awards    | The Maze Runner                | Hombre internacional del año (actor)                   | Ganador   | [ 53 ]                      |
| 2015 | MTV Movie Awards       | The Maze Runner                | Mejor actuación de miedo                               | Nominado  | [ 54 ] [ 11 ]               |
| 2015 | MTV Movie Awards       | The Maze Runner                | Actor revelación                                       | Ganador   | [ 54 ] [ 11 ]               |
| 2015 | MTV Movie Awards       | The Maze Runner                | Mejor héroe                                            | Ganador   | [ 54 ] [ 11 ]               |
| 2015 | MTV Movie Awards       | The Maze Runner                | Mejor pelea (con Will Poulter)                         | Ganador   | [ 54 ] [ 11 ]               |
| 2015 | Teen Choice Awards     | The Maze Runner                | Mejor actor de película de acción/aventura             | Nominado  | [ 55 ] [ 56 ]               |
| 2015 | Teen Choice Awards     | The Maze Runner                | Mejor química en película (con Thomas Brodie-Sangster) | Nominado  | [ 55 ] [ 56 ]               |
| 2015 | Teen Choice Awards     | Teen Wolf                      | Roba escenas de televisión                             | Ganador   | [ 55 ] [ 56 ]               |
| 2016 | Teen Choice Awards     | Teen Wolf                      | Mejor actor de televisión del verano                   | Ganador   | [ 57 ] [ 58 ] [ 59 ] [ 21 ] |
| 2016 | Teen Choice Awards     | Maze Runner: The Scorch Trials | Mejor actor de película de acción/aventura             | Ganador   | [ 57 ] [ 58 ] [ 59 ] [ 21 ] |
| 2016 | Teen Choice Awards     | Maze Runner: The Scorch Trials | Mejor química en película (con Thomas Brodie-Sangster) | Ganador   | [ 57 ] [ 58 ] [ 59 ] [ 21 ] |
| 2016 | Teen Choice Awards     | Deepwater Horizon              | Actuación más anticipada                               | Ganador   | [ 57 ] [ 58 ] [ 59 ] [ 21 ] |
| 2017 | Teen Choice Awards     | Teen Wolf                      | Mejor actor de televisión de ciencia ficción/fantasía  | Ganador   | [ 60 ]                      |
| 2017 | Teen Choice Awards     | Teen Wolf                      | Mejor relación de televisión (con Holland Roden)       | Nominado  | [ 60 ]                      |
| 2018 | Teen Choice Awards     | Maze Runner: The Death Cure    | Mejor actor de película de acción                      | Nominado  | [ 61 ]                      |
| 2018 | Teen Choice Awards     | Maze Runner: The Death Cure    | Mejor relación en película (con Kaya Scodelario)       | Nominado  | [ 61 ]                      |
| 2019 | Jupiter Awards         | Maze Runner: The Death Cure    | Mejor actor internacional                              | Nominado  | [ 62 ]                      |